# Marosborosznok

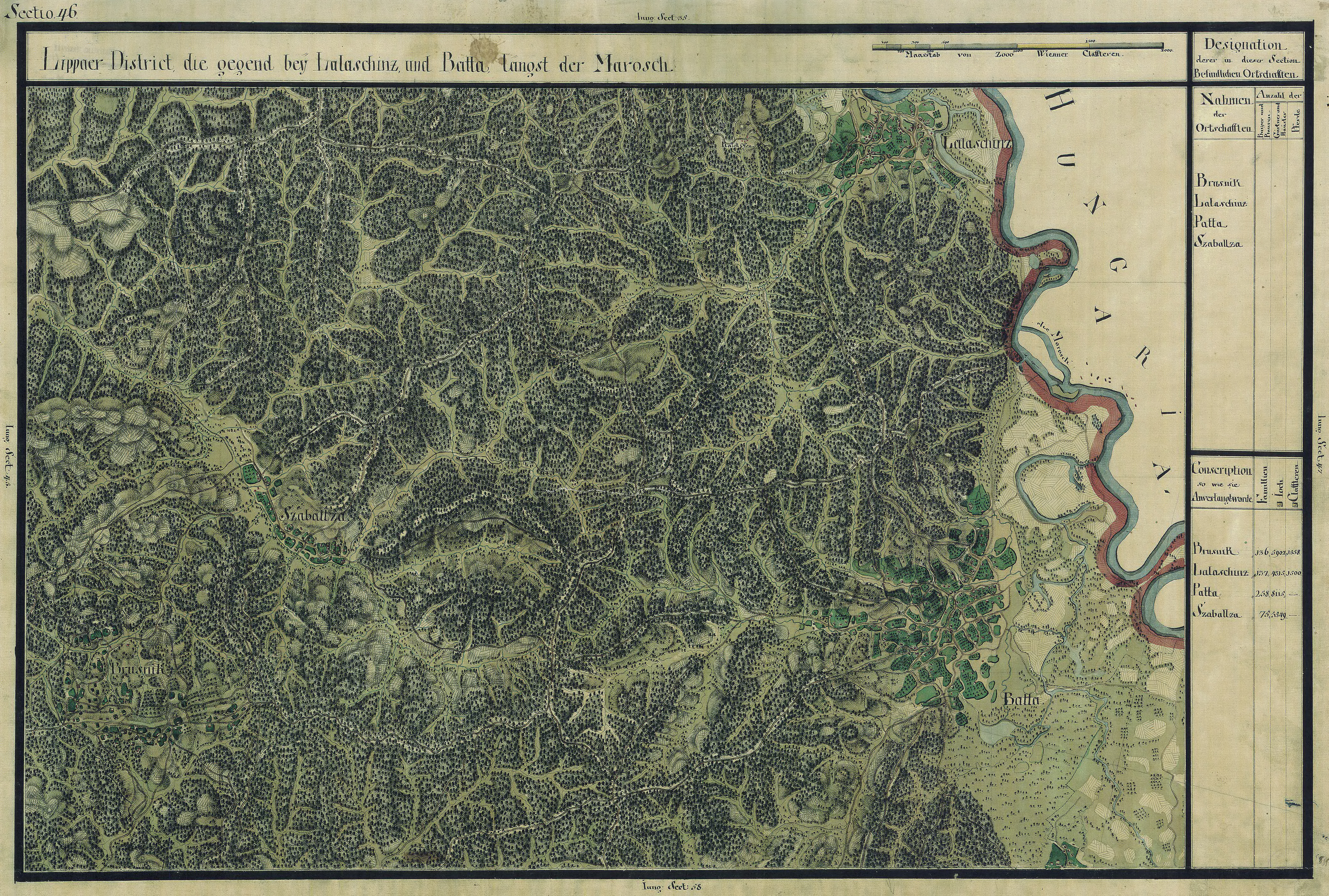
Marosborosznok egy régi térképen

Marosborosznok (Bruznic) település Romániában, a Partiumban, Arad megyében.

## Fekvése
Lippától délkeletre fekvő település.

## Története
Marosborosznok nevét 1437-ben kenezius de Bruznuk néven említette először oklevél. 1440-ben Brwznyk, 1477-ben Brwznik, 1808-ban Bruznik, 1888-ban Bruznik (Briznik),  1913-ban Marosborosznok néven írták.
1477-ben Brwznik néven mint Solymosvár 13. tartozékát említették.
1851-ben Fényes Elek írta a településről: „Bruznyik, Krassó vármegyében, nagy erdős hegyek közt, 2 katholikus, 1136 óhitü lakossal, s anyatemplommal. Földesura a kamara.”
1910-ben 982 lakosából 951 román, 13 magyar volt. Ebből 963 görögkeleti ortodox, 16 római katolikus volt.
A trianoni békeszerződés előtt Krassó-Szörény vármegye Marosi járásához tartozott.